# Bahnstrecke Macomer–Bosa
| |                          |                                     |                                   |
| Streckenlänge: | 48,1 km                  |                                     |                                   |
| Spurweite: | 950 mm (ital. Meterspur) |                                     |                                   |
| |                          |                                     |                                   |
| \| \| \| Macomer FS bis 2006 Übergang zur FS \| 572 m s.l.m. \| \| \| 0.0 \| Macomer ARST \| 571 m s.l.m. \| \| \| \| nach Nuoro \| \| \| \| \| SS 129 Bis \| \| \| \| \| SS 129 Bis \| \| \| \| \| Bahnstrecke Cagliari–Golfo Aranci \| \| \| \| \| SS 129 Bis \| \| \| \| 5,5 \| Bara \| 537 m s.l.m. \| \| \| \| Santa Maria di Corte \| \| \| \| 13,4 \| Sindia \| 503 m s.l.m. \| \| \| \| SS 129 Bis \| \| \| \| \| Abbatzu \| 386 m s.l.m. \| \| \| \| SS 129 Bis \| \| \| \| \| Suni \| 561 m s.l.m. \| \| \| 24,5 \| Tinnura \| 325 m s.l.m. \| \| \| \| SS 292 \| \| \| \| \| Flussio \| 284 m s.l.m. \| \| \| \| SS 292 \| \| \| \| 28,4 \| Tresnuraghes-Magomadas-Cuglieri \| 264 m s.l.m. \| \| \| \| SS 292 \| \| \| \| 36,6 \| Nigolosu \| Nigolosu \| \| \| 41,5 \| Modolo \| Modolo \| \| \| 45,9 \| Bosa Marina \| 3 m s.l.m. \| \| \| 48,1 \| Bosa \| 3 m s.l.m. \| |                          |                                     |                                   |
| Kopfbahnhof Streckenanfang (Strecke außer Betrieb) |                          | Macomer FS bis 2006 Übergang zur FS | 572 m s.l.m.                      |
| Kopfbahnhof Strecke bis hier außer Betrieb | 0.0                      | Macomer ARST                        | 571 m s.l.m.                      |
| Abzweig geradeaus und nach rechts |                          | nach Nuoro                          | nach Nuoro                        |
| Strecke mit Straßenbrücke |                          | SS 129 Bis                          | SS 129 Bis                        |
| Strecke mit Straßenbrücke |                          | SS 129 Bis                          | SS 129 Bis                        |
| Kreuzung geradeaus unten |                          | Bahnstrecke Cagliari–Golfo Aranci   | Bahnstrecke Cagliari–Golfo Aranci |
| Strecke mit Straßenbrücke |                          | SS 129 Bis                          | SS 129 Bis                        |
| Haltepunkt / Haltestelle | 5,5                      | Bara                                | 537 m s.l.m.                      |
| Haltepunkt / Haltestelle |                          | Santa Maria di Corte                | Santa Maria di Corte              |
| Bahnhof | 13,4                     | Sindia                              | 503 m s.l.m.                      |
| Strecke mit Straßenbrücke |                          | SS 129 Bis                          | SS 129 Bis                        |
| ehemaliger Haltepunkt / Haltestelle |                          | Abbatzu                             | 386 m s.l.m.                      |
| Strecke mit Straßenbrücke |                          | SS 129 Bis                          | SS 129 Bis                        |
| ehemaliger Haltepunkt / Haltestelle |                          | Suni                                | 561 m s.l.m.                      |
| Bahnhof | 24,5                     | Tinnura                             | 325 m s.l.m.                      |
| Strecke mit Straßenbrücke |                          | SS 292                              | SS 292                            |
| ehemaliger Haltepunkt / Haltestelle |                          | Flussio                             | 284 m s.l.m.                      |
| Strecke mit Straßenbrücke |                          | SS 292                              | SS 292                            |
| Bahnhof | 28,4                     | Tresnuraghes-Magomadas-Cuglieri     | 264 m s.l.m.                      |
| Strecke mit Straßenbrücke |                          | SS 292                              | SS 292                            |
| Haltepunkt / Haltestelle | 36,6                     | Nigolosu                            | Nigolosu                          |
| Bahnhof | 41,5                     | Modolo                              | Modolo                            |
| Kopfbahnhof Strecke ab hier außer Betrieb | 45,9                     | Bosa Marina                         | 3 m s.l.m.                        |
| Kopfbahnhof Streckenende (Strecke außer Betrieb) | 48,1                     | Bosa                                | 3 m s.l.m.                        |

Die Bahnstrecke Macomer–Bosa ist eine schmalspurige Nebenbahn auf Sardinien, die heute von den ARST im Ausflugsverkehr des Trenino Verde betrieben wird.

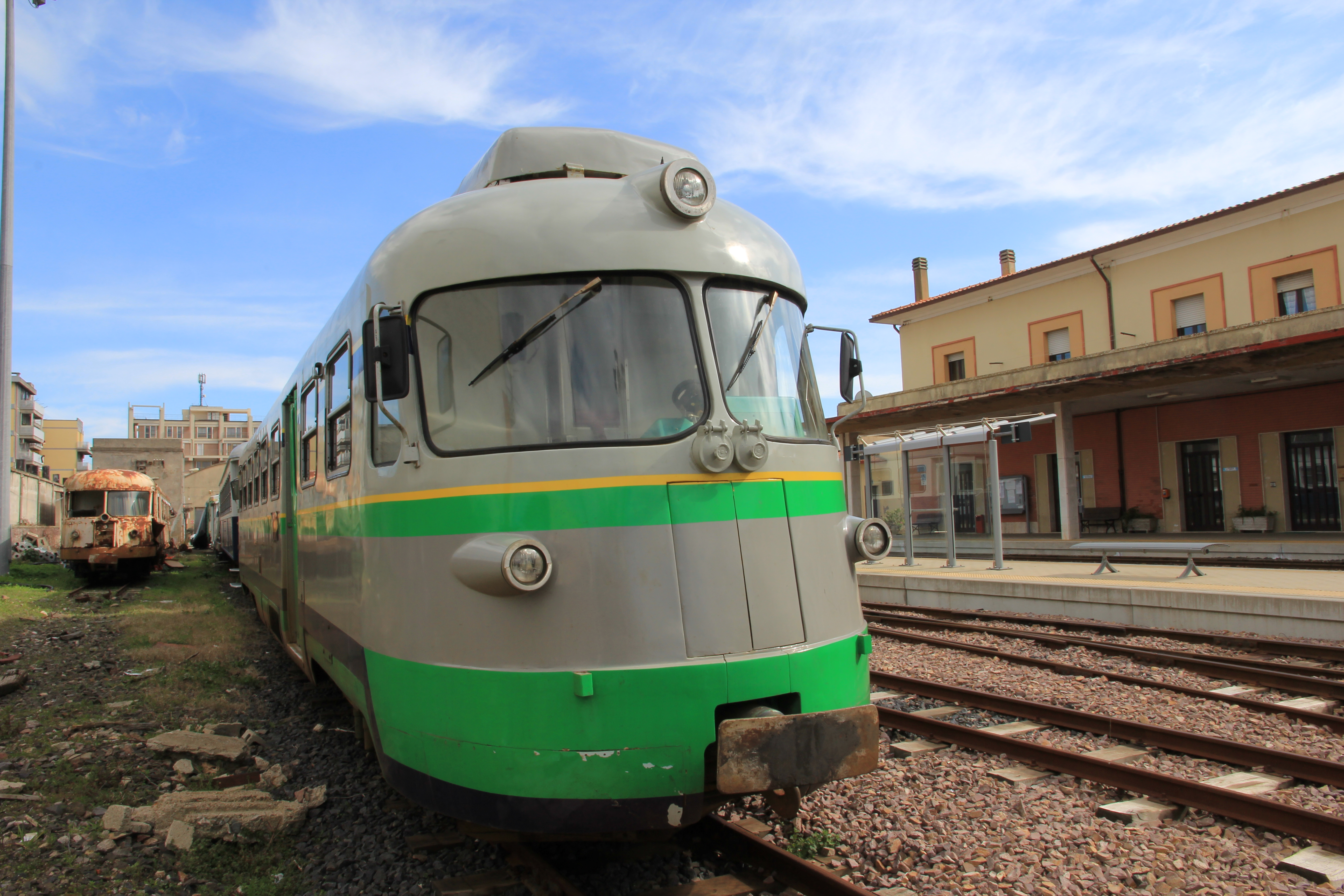
Ausgangspunkt der Strecke ist heute der Bahnhof Macomer ARST

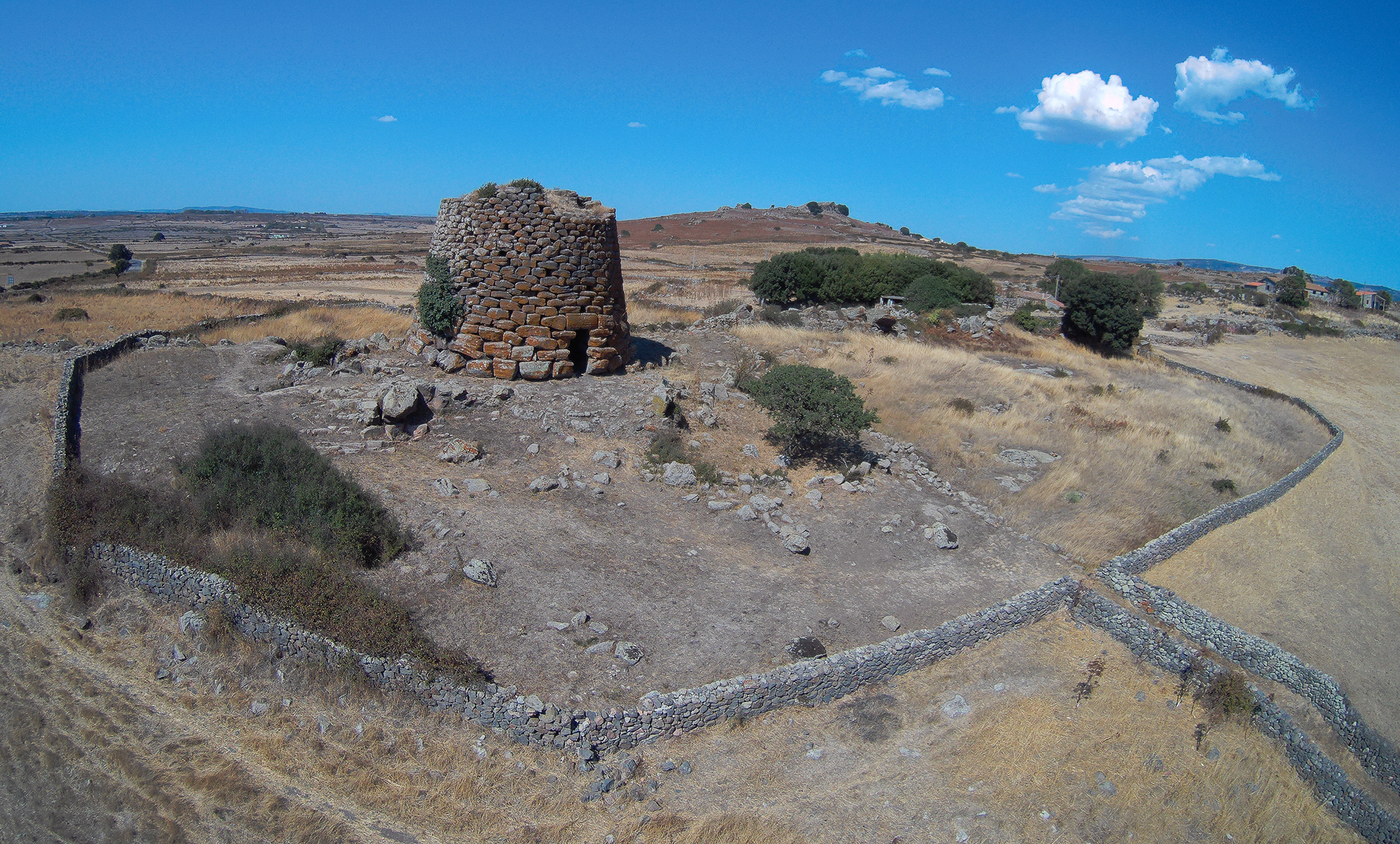
Nuraghe Succoronis

## Geschichte
Am 26. Dezember 1888 konnte die Strade Ferrate Secondarie della Sardegna (SFSS) den Zugverkehr von Bosa über Macomer weiter nach Nuoro aufnehmen. 1921 übernahmen die Ferrovie Complementari della Sardegna (FCS) den Betrieb auf der Bahnstrecke, nachdem die SFSS aufgelöst worden waren. Um Kosten zu sparen, wurden schon 1930 hauptsächlich Dieseltriebwagen eingesetzt. Aus finanziellen Gründen wurde 1982 der regelmäßige Eisenbahnverkehr zwischen Macomer und Tresnuraghes eingestellt, die FCS hatten hier schon einige Jahre unter kommissarischer Verwaltung durch den Staat gestanden. Einige Jahre später fusionierten die letzten beiden sardischen Bahngesellschaften (mit Ausnahme der staatlichen FS) zu den Ferrovie della Sardegna. Diese konnte allerdings auch nicht verhindern, dass am 15. Mai 1995 nun auch der Verkehr zwischen Bosa Marina und Tresnuraghes eingestellt werden musste.
Im Juni 1997 wurde an den Wochenenden der Ausflugsverkehr des „Trenino Verde“ wieder aufgenommen.
Das Gesetz Nr. 128 vom 9. August 2017 erklärte die Strecke zu einer Bahnstrecke von nationalem touristischen Interesse, was deren Erhalt zu einem öffentlichen Interesse macht. Das Gesetz Nr. 128 vom 9. August 2017 stellt die Ertüchtigung zur Wiederaufnahme des Betriebs allerdings unter einen Finanzierungsvorbehalt.

## Streckenverlauf
Die Strecke beginnt in Macomer, gegenüber der Station der Staatlichen Eisenbahn FS. Die Landschaft besteht aus Weideland, das von Trockenmauern gesäumt ist und über die Nuraghen, wie die gut erhaltene Nuraghe Succoronis, in der Nähe der Bahnlinie wachen. Der höchste Punkt der Strecke befindet sich an der Haltestelle Bara (537 m) und von hier aus geht es langsam bergab. Der nächste Haltepunkt ist die Zisterzienserabtei Santa Maria di Corte. Die Fahrt führt am Bach Furrighesu entlang, einem Zufluss des Temo, zum Haltepunkt Sindia. Hier beginnt die Planargia. Das Land ist flach und landwirtschaftlich bebaut, die Dörfer liegen dicht beieinander. Dann gelangt man zur Station Tinnura – das Dorf ist für seine Korbflechterei aus Affodill, Schilf- und Weiderohr und für seine Weine bekannt. Den Haltepunkt ist Tresnuraghes, teilt sich der Ort mit Magomadas. Beim Haltepunkt Nigolosue hat man einen weiten Blick über das Meer. Die Strecke führt in ein Tal, in dem der Malvasia angebaut wird. Die Linie beschreibt eine weitere Kurve und wendet sich dem Meer zu. Nach der Station Modolo fährt der Zug in Richtung des Strandes von Turas, ändert die Richtung und fährt dann parallel zur Küste, wenige Meter vom Wasser entfernt. Nach kurzer Zeit erreicht man die Haltestelle Bosa Marina an der Mündung des Temo.